# Hephthopelta lugubris
Hephthopelta lugubris is een krabbensoort uit de familie van de Chasmocarcinidae. De wetenschappelijke naam van de soort is voor het eerst geldig gepubliceerd in 1899 door Alfred William Alcock. Zijn vrouwelijk specimen was afkomstig uit de Andamanse Zee op een diepte van 490 vadem.